# 남양홍문 충효각
남양홍문 충효각(南陽洪門 忠孝閣)은 충청북도 청주시 상당구에 있다. 2015년 4월 17일 청주시의 향토유적 제9호로 지정되었다.

## 개요
홍주와 및 그의 처 전주이씨의 충효를 기리기 위해 세운 충효각이다.